# 粟粒熱
粟粒熱（ぞくりゅうねつ、英語: Sweating sickness、miliary fever、ラテン語: sudor anglicus）はイングランドと後にヨーロッパ各地を襲った、重篤な疾患。1485年に登場し、1551年以降現れていない。急激に発症し、数時間のうちに死にいたる場合もあった。現在でも原因は不明である。

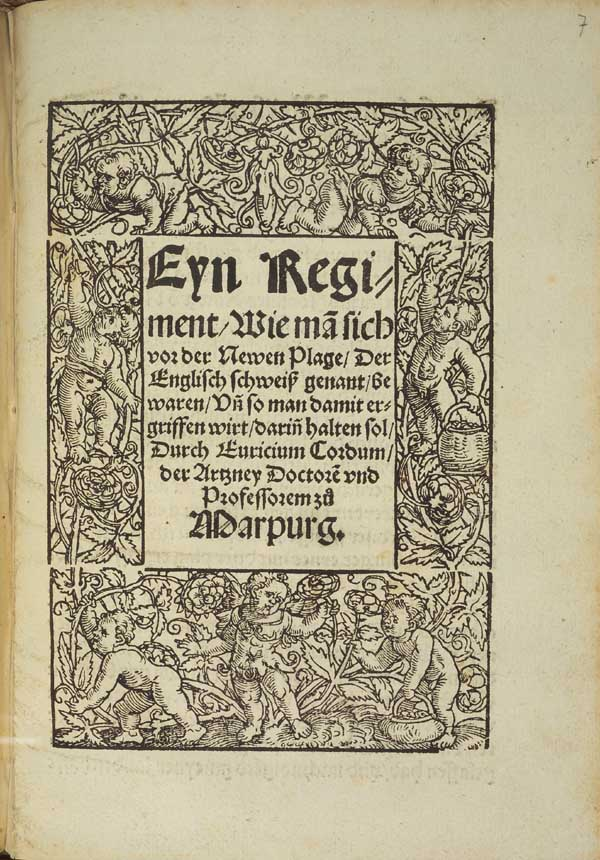
1529年、マールブルクで発行された粟粒熱に関する書物の表紙。粟粒熱をと表記している。

## 流行の繰り返し

### 1485年
粟粒熱は最初にヘンリー7世の治世の始まりに最初の流行が発生した。これはヘンリーがミルフォードヘイブンに上陸した1485年8月7日の数日後であると知られている。これは8月22日のボズワースの戦いより前だという明確な証拠がある。ヘンリーが8月28日にロンドンに到着すると、この病気は首都で大流行した。その年の10月の終わりの時点で、数千人が死亡した。この病気での死者の中には2人のロンドン市長(Lord Mayor)、6人の行政長官(aldermen)、3人の州長官(sheriff)がいた。この酷い病気は、すぐに粟粒熱として知られる様になった。これはその名前を与えた特別な徴候によってだけでなく、非常に急速で命にかかわる病気であることからも、それは以前知られている伝染病や、悪疫性の病気や、他の流行病とは全く別のものだと考えられていた。

### 1507年、1517年
1485年から、2回目の大発生の1507年まで発症の報告はない。この時は、一度目の大発生よりはましであった。1517年に3度目の大発生が生じた。オックスフォードとケンブリッジは他の町よりはましであった。他の町では、約半数の人口が死亡した。この流行は大陸のカレーやアントウェルペンにも広まったと言う記録があるが、これらの例外を除いてイングランドから広がりはしなかった。

### 1528年
1528年、4回目の大発生が生じ、この時はよりひどかった。最初に5月の終わりにロンドンで確認できた後、イングランド北部、スコットランド、アイルランドを除く、イングランド全体に急速に広がった。ロンドンでの死者は膨大であった。宮廷は酷い状態となり、ヘンリー8世はロンドンから逃げ出し、頻繁に居場所を変えた。アン・ブーリンはこの病気にかかって生存したと信じられている。この病気での最も特筆すべき事実は、ヨーロッパ全体で突然に大発生したことである。ハンブルクで突然発生し、急速に広がり、千人以上の死者を数週間で出した。このように、猛烈な致死率の粟粒熱は、東ヨーロッパに破壊的な被害をもたらした。この病気はコレラと同様に大きく広がり、12月にはスイスに、その後北に向かって、デンマーク、スウェーデン、ノルウェー、そして、東に向かって、リトアニア、ポーランド、ロシアへと広がった。この病気はフランスとイタリアには広まらなかった。ベルギーとオランダでは、9月28日の朝にアントウェルペンとアムステルダムの両方の都市で確認がされ、恐らくイングランドから直接来たものだと考えられる。感染した場所ではどこも、それは短時間の流行で、通常2週間より長引くことはなかった。この病気は、次の年まで持ち越したスイスの東部を除いて、その年の終わりには完全に消滅した。この後、ヨーロッパ本土では現れなかった。
アルスターの記録 (vol.iii, ed. B. MacCarthy, Dublin, 185, pp 358f.)にある様に、新たにアイルランドにやってきた、スレーン（Slane）の男爵ジェイムス・フレミングがpláigh allaisにより死亡したと記録されるまで、粟粒熱は1492年にはアイルランドには到達していなかった。コナートの記録(ed. A.M.Freeman, Dublin, 1944, pp 594f.)ではこの命日が記録されており、フォーマスターズの記録(vol.iii, ed. J.O'Donovan, Dublin, 1856, pp 1194f.)では、「24時間の・・ミーズの変わった伝染病」とその期間生き残った人間が回復したことが記録されている。これは幼児や子供には感染しなかったが、フリーマンはコナートの記録の脚注で、この「病気」は粟粒熱でなく、回帰熱かチフスであると書かれている。

### 最後の大発生
最後の大発生は1551年のイングランドである。著名な医者であるジョン・カイウスは、この時、病気の目撃報告を書いた。その書名が「粟粒熱と呼ばれる病気にたいする対処法」(A Boke or Counseill Against the Disease Commonly Called the Sweate, or Sweatyng Sicknesse)である。

## 症状
カイウスや他の人間によって記載されていた症状は以下の通りである。病気は突然の体の不調から始まる。（しばしば非常に酷い）寒気による震え、めまい、頭痛と非常な疲労感と共に、首、肩、四肢の激痛が続く。寒気の後（これは30分から3時間続く）、発熱と発汗が生じる。特徴である発汗は明確な前兆なく突然発生する。発汗もしくは水分の排出の後、暑い感じ、頭痛、精神の錯乱、脈拍の上昇、異様なのどの渇きを訴える。動悸と心臓の痛みは良く見かける症状の1つである。皮膚の発疹はカイウスを含む人間によっては記録されていない。最終的には、もし患者が耐えることができなければ、致命的と考えられるほどの消耗と虚弱状態で意識不明となる。一部の人々は死亡する前の短い病気の期間、免疫を作り出すことはなかった。
この病気は1578年のイングランドでの発生の後二度と発生していない。しかし、ピカルディ熱という、類似した病気が1718年と1861年のフランスで観測されている。しかし、これは致命的ではなく、最初の発生時には特徴に記載されていない発疹を伴っていた。

## 原因
ばら戦争の末期に起きた最初の流行は、ヘンリー7世がフランスから連れてきた傭兵によりもたらされたとされている。この病気が、当時の他の病気と比較して、貧困層よりも富裕層に対して猛威を振るったと言う点は注目に値する。
回帰熱も可能性のある原因の1つとして挙げられている。回帰熱はシラミやダニによって媒介され、ほとんどの場合、粟粒熱が発生したのと同じ夏の時期に発生する。回帰熱はかまれた場所が黒いかさぶたとなり、その後発疹となる特徴があるが、この時代の人々は、そのような病変にあまり注意していなかった。そのため、原因が回帰熱であったかどうかは定かではない。最近では、ハンタウイルス説が提案されている。しかし、ハンタウイルス感染症の臨床的な特徴は、粟粒熱と一致するものではない。ハンタウイルスは人から人への感染が非常に稀だが、粟粒熱はこれが主な感染経路であると考えられている。一方で、ハンタウイルス心肺症候群(HPS)は粟粒熱の症状とよく似ている。
様々な疑問が残されており、原因に関しては定説がない。